# Elmer MacKay
Elmer MacIntosh MacKay PC QC (* 5. August 1936 in Hopewell, Nova Scotia) ist ein ehemaliger kanadischer Rechtsanwalt und Politiker der Progressiv-konservativen Partei (PC), der über 21 Jahre lang Mitglied des Unterhauses war. Zwischen 1979 und 1980 war er Minister für regionale wirtschaftliche Entwicklung im 21. kanadischen Kabinett von Premierminister Joe Clark. Später war er von 1984 bis 1989 Minister verschiedener Ressorts im 24. Kabinett Kanadas von Premierminister Brian Mulroney. Sein freiwilliger Verzicht auf sein Unterhausmandat am 15. Juni 1983 ermöglichte es Mulroney, in MacKays bisherigen Wahlkreis für einen Sitz im Unterhaus und damit letztendlich auch für das Amt des Premierministers zu kandidieren.

## Leben

### Rechtsanwalt, Unterhausabgeordneter und Bundesminister im Kabinett Clark
MacKay absolvierte nach dem Schulbesuch zunächst ein grundständiges Studium, welches er mit einem Bachelor of Arts (B.A.) abschloss. Ein weiteres postgraduales Studium der Rechtswissenschaften beendete er mit einem Bachelor of Laws (LL.B.) und nahm danach eine Tätigkeit als Solicitor und später als Barrister auf. Für seine anwaltlichen Verdienste wurde er zum Kronanwalt (Queen’s Counsel) ernannt.
MacKay wurde bei einer Nachwahl im Wahlkreis Central Nova als Kandidat der Progressiv-konservativen Partei (PC) erstmals zum Abgeordneten in das Unterhaus gewählt, dem er zunächst bis zu seinem freiwilligen Mandatsverzicht am 15. Juni 1983 angehörte.
Zu Beginn seiner Parlamentszugehörigkeit war er zwischen dem 5. Dezember 1972 und Oktober 1973 Sprecher der PC-Fraktion für Regionalentwicklung und danach vom 24. Oktober 1973 bis zum 19. Dezember 1974 Sprecher der Opposition für Verkehr und zeitgleich für die Gesellschaft zur Entwicklung der Kap-Breton-Insel, ehe er zwischen dem 20. Dezember 1974 und November 1975 Sprecher seiner Fraktion für wirtschaftliche und regionale Entwicklung war. Zuletzt fungierte er von November 1975 und Mai 1976 als Sprecher der oppositionellen PC-Fraktion für das Amt des Solicitor General und war danach von 1976 bis 1980 Vorsitzender des Caucus der Progressiv-konservativen Partei, eine Versammlung der Mitglieder und Anhänger der PC zur Vorwahl von Kandidaten für hohe politische Ämter.
Am 4. Juni 1979 wurde er von Premierminister Joe Clark als Minister für regionale wirtschaftliche Entwicklung in das 21. Kabinett Kanadas berufen, dem er bis zum Ende von Clarks Amtszeit am 2. März 1980 angehörte. Zugleich war er vom 4. Juni 1979 bis zum 2. März 1980 auch Vize-Vorsitzender des Kabinettsausschusses für wirtschaftliche Entwicklung sowie zeitgleich Vize-Vorsitzender des Kabinettsausschusses für Arbeitsbeziehungen.

### Mandatsverzicht zugunsten von Brian Mulroney und Bundesminister im Kabinett Mulroney
Am 15. Juni 1983 verzichtete MacKay freiwillig auf sein Mandat im Unterhaus und ermöglichte es damit, dem späteren Premierminister Brian Mulroney bei einer Nachwahl im Wahlkreis Central Nova erstmals für ein Mandat im Unterhaus zu kandidieren. Bei der darauf folgenden Wahl vom 4. September 1984 kandidierte Mulroney im Wahlkreis Manicouagan, so dass MacKay wieder erfolgreich im Wahlkreis Central Nova kandidieren konnte, und diesen bis zum 24. Oktober 1993 im Unterhaus vertrat.
Nach dem Wahlsieg der Progressiv-konservativen Partei bei der Unterhauswahl vom 4. September 1984 wurde MacKay am 17. September 1984 von Premierminister Brian Mulroney zum Solicitor General von Kanada im 24. kanadischen Kabinett ernannt, und damit zum Chef-Rechtsberater der Regierung. Bei einer Regierungsumbildung übernahm er am 20. August 1985 das Amt des Ministers für nationale Einkünfte, das er bis zum 29. Januar 1989 innehatte. Danach war er vom 30. Januar 1989 bis zum 24. Juni 1993 Minister für öffentliche Arbeiten sowie zugleich vom 30. Januar 1989 bis zum 20. April 1991 Minister für die Angelegenheiten des Gesetzes für die Agentur zur Förderung der Möglichkeiten für Atlantik-Kanada (Atlantic Canada Opportunities Agency Act) beziehungsweise im Anschluss zwischen dem 21. April 1991 und Juni 1993 Minister mit der Verantwortung für die Kanadische Hypotheken- und Wohnungsbaugesellschaft CMHC/SCHL (Canada Mortgage and Housing Corporation/Société canadienne d'hypothèques et de logement). Daneben fungierte er von Juli 1986 bis Juni 1993 auch als zuständiger Regionalminister für Nova Scotia.
Elmer MacKay ist der Vater des Spitzenpolitikers Peter MacKay, der im 28. kanadischen Kabinett von Premierminister Stephen Harper von 2006 bis 2007 Außenminister und danach zwischen 2007 und 2013 Verteidigungsminister war und seit 2013 Justizminister ist. Stephen MacKay war zwischen Mai und Dezember 2003 auch der letzte Vorsitzende der Progressiv-konservativen Partei, aus der nach einer Fusion mit der Kanadischen Allianz am 7. Dezember 2003 die Konservative Partei Kanadas hervorging.